# Айнщайн (кула)
Вижте пояснителната страница за други значения на Айнщайн.
Кулата „Айнщайн“ (на немски: Einsteinturm) е астрофизическа обсерватория в Научен парк „Алберт Айнщайн“ на възвишението Телеграфенберг в гр. Потсдам, Германия. Построена е между 1920 и 1922 г.
Проектът е от известния архитект Ерих Менделсон (1887 – 1953), за времето си е революционен. Създадена е с цел да бъде потвърдена валидността на Теорията на относителността на Алберт Айнщайн, носител на Нобелова награда за физика през 1921 г.
Сградата е защитена като исторически архитектурен паметник. Стопанин и оператор на телескопа в кулата е Потсдамският институт за астрофизика „Лайбниц“.

## История
Докато Айнщайн работи върху своята Обща теория на относителността от 1911 до 1915 г., той предизвиква астрономическата научна общност да тества предсказанията на теорията му по експериментален път. Ервин Финлай Фройндлих е сред първите учени, които преследват новия научен проблем; той е астрофизик в обсерваторията в Бабелсберг край Потсдам и познат на Айнщайн от 1911 г. От 1917 г. нататък, в съгласие с Айнщайн, който по онова време е професор в Берлин, проектира обсерватория, която да отговаря на специалните за тази цел изисквания.
Фройндлих поддържа тесни лични отношения с архитекта Ерих Менделсон. Той му докладва обширно за развитието на Общата теория на относителността и го заинтригува относно проектирането на обсерваторията. По това време Менделсон тъкмо е търсил нови архитектурни форми на изразяване, които е искал да осъществи със съвременните по него време строителни материали – стомана и стоманобетон. Той пише за тези строителни материали, че „ако бъдат разпознати в техния еластичен потенциал, те непременно ще доведат до архитектура, която ще е напълно различна от всичко, което сме познавали преди“. Менделсон предпочита сгради, чиято форма не се определя от тяхната функция и които приличат повече на експресионистични скулптори, по-скоро изваяни, отколкото построени. Той проектира, или поне скицира, много такива постройки, докато е на руския фронт през Първата световна война.
Като войник през Първата световна война Менделсон вече е разработил идеи за новата архитектура в множество скици с малък формат на измислени сгради. Сега вече се очертава възможността да реализират своите идеи. Менделсон е длъжен да съблюдава изискванията, които Фройндлих определя съгласно научните нужди на проекта. Планираният вертикален телескоп се изисква да бъде монтиран вътре в сградата, но поставен върху собствен фундамент, независим от останалите части на сградата, така че тя да служи просто като защитна обвивка.
Това довежда до необичайна творческа свобода за архитекта, която той използва за своя строеж. Първите конкретни проектни скици са направени през 1919 г., строителството продължава до 1922 г., продължителното и мъчително монтиране на научното оборудване е завършено едва през 1924 г. Архитектът Рихард Нойтра, който по това време е бил нает от Менделсон, проектира района около кулата.
Сградата традиционно се счита за изключителен пример за експресионистична архитектура. Могат да се разпознаят обаче и някои намеци от архитектурния стил Ар Нуво. Това се дължи на факта, че Менделсон се възхищава на белгиеца Хенри ван дер Велде и проектирания от него театър, построен за Германския работнически съюз „Дойчер Веркбунд“ (Deutscher Werkbund) през 1914 г., и начина, по който „използва бетон в стил Ар Нуво по силно въздействащ начин“.
След Първата световна война германската индустрия е разрушена и Менделсон не успява да набави необходимия материал – стоманобетон, така че е принуден да използва тухли, стомана и бетон. Отвън сградата е измазана, за да се прикрият строителните материали и да им се придаде единство.
Айнщайн обобщава впечатленията си от сградата с думата: „Органично!“ – оценка, с която Менделсон е абсолютно съгласен (вж. органичната архитектура). Самият архитект пише: „За първи път прилагам функция и динамика като двойка противоположности в областта на архитектурата. Това научно размишление дължа на честото си присъствие в дискусиите между Айнщайн и неговите колеги.“. Харалд фон Клубер, сътрудник в кулата „Айнщайн“, обяснява необичайните нови форми, като казва, че стилът на Менделсон отразява аспектите на съвременните технологии, математика и физика и отговаря на техните сложни, но и естетически идеи със сложни, развихрени форми и елегантно извити криви.
Благодарение на световната популярност на Айнщайн и на неговата позиция като член на Пруската академия на науките и директор на Института по физика „Император Вилхелм“ проектът за „телескоп на кула на Айнщайн“ е силно подпомогнат финансово. Въпреки трудните икономически условия в непосредствения следвоенен период след Първата световна война проектът е финансиран – наполовина от пруската държава и наполовина от Фондация на германската индустрия „Алберт Айнщайн“.
На 6 декември 1924 г. институтът официално започва работа. Самият Айнщайн ръководи първото заседание на настоятелството в работната стая на обсерваторията. Още през същата година названието „кула Айнщайн“ става популярно и общоприето.
В крайна сметка сградата, която наподобява футуристичните форми на транспортното средство, е изключително оригинална. Любопитното е, че тя изглежда по-голяма, отколкото е всъщност – особеност, която мнозина забелязват.

## Наука

### Апаратура
През 1911 г. Айнщайн публикува предварителна версия на своята Обща теория на относителността – която представлява вид нова теория на гравитацията. Един от прогнозираните ефекти в този контекст е червеното отместване на светлината, леко изместване на спектралните линии в гравитационното поле на Слънцето. Слънчевата обсерватория в Бабелсберг е замислена и построена предимно за изследването на това явление.
Като модел на съоръжението, проектирано от Фройндлих, служи обсерваторията Маунт Уилсон (Mount Wilson) в щата Калифорния, САЩ, където се намира първият в света телескоп на кула. Телескопите в кули има целостат (система от 2 въртящи се огледала), който се намира на върха на вертикална конструкция и отправя светлината надолу към обектива. Същинската система от лещи е неподвижно скована в конструкцията, огледалата в челния ѝ край са подвижни; само тези по-малки, по-леки части на инструмента трябва да бъдат навигирани да следват пътя на Слънцето. Поради вертикалното разположение евентуални въздушни турбуленции в близост до земната повърхност по принцип не могат да въздействат смущаващо.
В кулата „Айнщайн“ конструкцията за помещаване на оптиката се състои от 2 дървени скелета, разположени едно над друго, всяко от които с височина 6 метра, и черни бленди, прикрепени на определени интервали от разстояние. Телескопът има обектив с диаметър 60 см и фокусно разстояние 14 м. Помещенията за наблюдение и измервания са разположени в основата на кулата. В кулата в Калифорния лабораториите са една под друга, докато в Потсдам са разположени хоризонтално. Друго допълнително въртящо се огледало насочва слънчевата светлина в стая със спектрограф, която се намира в приземния етаж под изкуствен земен насип в южната страна на кулата, дълга около 14 м и топлоизолирана – там светлината се разделя на нейните спектрални компоненти и се анализира. Удължената форма на цялото съоръжение е резултат от концепцията за хоризонталното лабораторно крило на сградата.

### Изследвания
Малко след началото на изследователската работа става ясно, че необходимите доказателства са много по-трудни за предоставяне от първоначално очакваното. Минималните отмествания на спектралните линии са насложени от други слънчеви влияния. Причината са атмосферната турбуленция на повърхността на Слънцето.
От самото начало Айнщайн и Фройндлих обаче не само са взели предвид специфичния проблем с червеното отместване, но са помислили също така и за изучаването на теоретичните основи на слънчевата физика. Лабораториите са били проектирани по такъв начин, че да може да се монтира ново оборудване без никакви проблеми. Турбулентното поведение на външната слънчева атмосфера скоро се превръща в основен предмет на изследване в кулата „Айнщайн“.
Ефектът на червеното отместване е могъл да бъде доказан там едва през 1950-те години, след като е станало възможно да се анализират по-точно сложните смущения на слънчевата атмосфера.
Свойствата и поведението на магнитните полета са ключът към разбирането на слънчевата активност. Тези проблеми са във фокуса на изследванията в кулата „Айнщайн“. С помощта на двоен спектрограф и 2 фотоелектрични поляризационни анализатора се измерват магнитните полета на Слънцето. Измерванията във фотосферата – областта на видимата светлина, позволяват да се направят изводи за развитието в по-високите слоеве.
Потсдамските астрономи участват в работата на обсерваторията на остров Тенерифе, Испания. Инструментите, които по-късно ще бъдат използвани там, се разработват и тестват в кулата „Айнщайн“. Кулата „Айнщайн“ е също така от голямо значение за образованието на студенти.
Днес там има специална експозиция, посветена на ролята и мястото на Потсдам в световната наука.